# روبين سيكو
روبين سيكو (بالإسبانية: Rubén Cecco)‏ هو لاعب كرة قدم أرجنتيني في مركز الوسط، ولد في 10 يناير 1983 في بوينس آيرس في الأرجنتين. لعب مع برسيجا جاكارتا وبلازا أمادور وبوكا جونيورز وبيرسما مانادو وبيلا فيستا ودينامو تيرانا وسبورتيفو لوكوينو وميرامار ميشنس ونادي الاتحاد ونادي تيوتا دورس ونادي سان خوسيه.

## وصلات خارجية
- روبين سيكو على موقع قاعدة بيانات كرة القدم.إي يو (الإنجليزية)
- روبين سيكو على موقع Soccerway.com (الإنجليزية)
- روبين سيكو على موقع عالم كرة القدم.نت (الإنجليزية)